# Shiny Day
「Shiny Day」（シャイニー・デイ）は、川島だりあの楽曲で1枚目のシングル。1991年5月22日に発売された。

## 概要
ビーイングへ移籍後、『川島だりあ』改名後初シングル。大塚製薬「ポカリスエット」のCMソングとして使用。
EARTHSHAKERの西田昌史によるサウンド・プロデュース作品。
「Shiny Day」は『川島だりあ』名義でリリースされた楽曲の中で、唯一の他者による作曲提供作品。
唯一シングルカセットでもリリースされており、CDには未収録のオリジナル・カラオケが収録されている。
パイオニアLDCを販売委託先としてビーイングが設立していたレーベル「b.jin」の第一弾リリース作。その後「b.jin」に代わり新レーベル「ZAIN RECORDS」設立。本作品もCDのみ品番を新たに設定して1993年4月2日に再発売する形となった。

## 収録曲

### CD盤
| #  | タイトル      | 作詞       | 作曲         | 編曲         |
| -- | ------------- | ---------- | ------------ | ------------ |
| 1. | 「Shiny Day」 | 川島だりあ | 西田魔阿思惟 | 西田魔阿思惟 |
| 2. | 「Too Late」  | 川島だりあ | 川島だりあ   | 西田魔阿思惟 |

### カセット盤
| #  | タイトル                             | 作詞       | 作曲         | 編曲         |
| -- | ------------------------------------ | ---------- | ------------ | ------------ |
| 1. | 「Shiny Day」                        | 川島だりあ | 西田魔阿思惟 | 西田魔阿思惟 |
| 2. | 「Shiny Day (オリジナル・カラオケ)」 | 川島だりあ | 西田魔阿思惟 | 西田魔阿思惟 |

| #  | タイトル                            | 作詞       | 作曲       | 編曲         |
| -- | ----------------------------------- | ---------- | ---------- | ------------ |
| 1. | 「Too Late」                        | 川島だりあ | 川島だりあ | 西田魔阿思惟 |
| 2. | 「Too Late (オリジナル・カラオケ)」 | 川島だりあ | 川島だりあ | 西田魔阿思惟 |

## タイアップ
- Shiny Day - 大塚製薬「ポカリスエット」CMソング　テレビ朝日系「いつか行く旅」エンディングテーマ（1991年4月 - 1991年6月）

## スタッフクレジット
- Produced：吉江一男 (Mr. Music)、長戸大幸 (Being)
- Sound Produced：西田魔阿思惟 (EARTHSHAKER)
- Record & Mixed：西田魔阿思惟 (EARTHSHAKER)、野村昌之 (Studio Birdman)
- Directed：中島正雄 (Being)
- Enginner：野村昌之 (Studio Birdman)
- Assistant Engineer：川上義明 (Studio Birdman)
- Recorded：STUDIO DARIA、STUDIO BIRDMAN
- Art Direction & Design：鈴木謙一 (Be Planning)
- Photography：鮫島俊介 (Be Planning)
- Lebel Manager：阪口日出雄 (Being)
- Promotion：Ading
- Special Thanks：大塚製薬株式会社、株式会社ライトパブリシティ
- Executive Producer：長戸大幸 (Being)